# Franz Konwitschny
Franz Konwitschny [konvičny] (14. srpna 1901 Fulnek – 28. července 1962 Bělehrad), někdy označovaný jako mladší na odlišení od stejnojmenného otce, byl německý dirigent a violista původem z Moravy.
Pocházel z hudebnické rodiny, jeho otec Franz Konwitschny starší (1876–1938) byl významným fulneckým kapelníkem. Ve 20. letech studoval houslovou hru nejprve v Brně, pak v Lipsku, kde se zaměřil na violu. V dalších letech působil také ve Vídni a Stuttgartu.
Sympatizoval s německým národním socialismem a roku 1923 vstoupil do DNSAP, roku 1937 pak i do NSDAP (číslo legitimace 5 508 995). Za druhé světové války byl šéfdirigentem opery ve Frankfurtu a později šéfem orchestru v Ludwigshafenu.
Po válce působil nejprve jako hudební režisér v Hannoveru a od roku 1949 byl pak až do smrti šéfdirigentem Orchestru lipského Gewandhausu v tehdejší NDR. K tomu byl ještě v letech 1953–1955 šéfdirigentem saské státní filharmonie v Drážďanech a od roku 1955 vedoucím berlínské Státní opery Unter den Linden.
Za svou náklonnost k alkoholu si vysloužil přezdívku „Kon-whisky“. Zemřel náhle na infarkt přímo během zkoušky s orchestrem na turné v Bělehradě. Německá demokratická republika mu vystrojila státní pohřeb.
Jeho syn Peter Konwitschny (* 1945) je operním režisérem.